# 鳳頭眼斑雉
，是鸡形目雉科的一种鸟类。鳳頭眼斑雉是一種大型的雉。牠們長2.3米，身體呈黑色及有深褐色斑點，喙呈粉紅色，瞳孔褐色，藍色的面部沒有羽毛。頭部細小，其上有直立的冠羽。雄鳥有12條尾羽，都是闊而長達2米的。雌鳥外觀相似，冠及尾羽較短。
鳳頭眼斑雉在野外的資料有限。只知牠們是很怕羞的，分佈在越南、老撾及馬來西亞。牠們主要吃葉子、果實、昆蟲、蛆及細小的動物。
由於持續失去棲息地及過度獵殺，鳳頭眼斑雉被世界自然保護聯盟列為近危，且受到《瀕危野生動植物種國際貿易公約》附錄一的保護。

## 外部連結
- ARKive
- BirdLife Species Factsheet （页面存档备份，存于）